# Султани (село)
Султани (болг. Султани) — село в Болгарии. Находится в Великотырновской области, входит в общину Елена. Население составляет 4 человека.

## Политическая ситуация
Кмет (мэр) общины Елена — Сашо Петков Топалов (Болгарская социалистическая партия (БСП)) по результатам выборов в правление общины.